# Orlando Predators
Orlando Predators ist der Name von Arena-Football-Teams in Orlando (Florida). Das erste Team dieses Namens spielte von 1991 bis 2016 in der Arena Football League (AFL). Das zweite Team dieses Namens spielte von 2019 bis 2023 in der National Arena League (NAL) und 2024 in einer Neugründung der AFL. 

## Geschichte
Die Predators wurden 1991 gegründet und spielten in der AFL.
Ihr allererstes Spiel absolvierten sie am 1. Juni 1991 bei den Tampa Bay Storm, welches 38:51 verloren wurde.
Das Franchise ist eines der erfolgreichsten der Ligageschichte. Sie erreichten bis auf 1991 und 2012 in jedem ihrer 26-jährigen Historie die Playoffs. Gleich sieben Mal zogen sie in den ArenaBowl ein. 1998 und 2000 konnten die Predators ihn gar gewinnen.
Doch nicht nur sportlich konnte das Franchise überzeugen. Von 1991 bis 2016 begrüßten die Predators insgesamt 2.615.089 Zuschauer, was einem Durchschnitt von 12.633 entspricht.
Nachdem die AFL die Saison 2009 aus finanziellen Gründen ausfallen lassen musste und sich 2010 neu gründete, spielten die Predators weiter.
Am 8. Dezember 2014 wurde Trainer Rob Keefe wegen häuslicher Gewalt von den Predators entlassen.
In der Woche des 18. Juni 2016 verteilte die AFL bei jedem Ligaspiel Stickers und Patches mit dem „ORL“-Emblem aufgrund des Pulse Nightclub Massaker in Orlando eine Woche zuvor.
Nach der Saison 2016 lösten sich die Predators aufgrund finanzieller Probleme auf. Hauptgrund waren weiterhin die wenigen Teams und das schwache finanzielle Konzept der Liga.

### Neugründung
Im Januar 2019 wurde eine neue Mannschaft gegründet, die die Namensrechts an den Orlando Predators übernahm. Das Team spielte bis 2023 in der National Arena League. In dieser Zeit konnte die Mannschaft 14 Mal gewinnen und verlor 33 Spiele.
2024 beteiligten sich die Predators an der Neugründung der Arena Football League. Mit fünf Siegen bei zwei Niederlagen zogen die Predators in die Playoffs ein, scheiterten aber in der ersten Runde an den Nashville Kats. Nach dem Kollaps dieser dritten Inkarnation der AFL beteiligten sich die Predators auch an der Gründung der Nachfolgeliga, der Arena Football One (AF1). Vier Tage vor Saisonstart zogen sich Orlando aus der Liga zurück.

## Saisonstatistiken
| Jahr | Team                                    | Liga                                    | S                                       | N                                       | Playoffs erreicht                       | Playoffrunde |
| ---- | --------------------------------------- | --------------------------------------- | --------------------------------------- | --------------------------------------- | --------------------------------------- | --- |
| 1991 | Orlando Predators                       | AFL                                     | 3                                       | 7                                       | nein                                    | |
| 1992 | Orlando Predators                       | AFL                                     | 9                                       | 1                                       | ja                                      | S Viertelfinale gg. Cleveland Thunderbolts 50:12 S Halbfinale gg. Tampa Bay Storm 24:21 (n. V.) N ArenaBowl gg. Detroit Drive 38:56      |
| 1993 | Orlando Predators                       | AFL                                     | 10                                      | 2                                       | ja                                      | S Viertelfinale gg. Miami Hooters 41:13 N Halbfinale gg. Tampa Bay Storm 52:55                                                           |
| 1994 | Orlando Predators                       | AFL                                     | 11                                      | 1                                       | ja                                      | S Viertelfinale gg. Fort Worth Cavalry 34:14 S Halbfinale gg. Massachusetts Marauders 51:42 N ArenaBowl gg. Arizona Rattlers 31:36       |
| 1995 | Orlando Predators                       | AFL                                     | 7                                       | 5                                       | ja                                      | S Viertelfinale gg. San Jose SaberCats 55:37 S Halbfinale gg. Iowa Barnstormers 56:49 N ArenaBowl gg. Tampa Bay Storm 35:48              |
| 1996 | Orlando Predators                       | AFL                                     | 9                                       | 5                                       | ja                                      | N Viertelfinale gg. Arizona Rattlers 48:65                                                                                               |
| 1997 | Orlando Predators                       | AFL                                     | 10                                      | 4                                       | ja                                      | S Viertelfinale gg. New Jersey Red Dogs 45:37 N Halbfinale gg. Iowa Barnstormers 34:52                                                   |
| 1998 | Orlando Predators                       | AFL                                     | 9                                       | 5                                       | ja                                      | S Viertelfinale gg. Nashville Kats 58:43 S Halbfinale gg. Arizona Rattlers 38:33 S ArenaBowl gg. Tampa Bay Storm 62:31                   |
| 1999 | Orlando Predators                       | AFL                                     | 7                                       | 7                                       | ja                                      | S Viertelfinale gg. Tampa Bay Storm 41:19 S Halbfinale gg. Iowa Barnstormers 48:41 N ArenaBowl gg. Albany Firebirds 48:59                |
| 2000 | Orlando Predators                       | AFL                                     | 11                                      | 3                                       | ja                                      | S Viertelfinale gg. Tampa Bay Storm 34:24 S Halbfinale gg. Arizona Rattlers 56:44 S ArenaBowl gg. Nashville Kats 41:38                   |
| 2001 | Orlando Predators                       | AFL                                     | 8                                       | 6                                       | ja                                      | N Wild Card Round gg. Chicago Rush 26:41                                                                                                 |
| 2002 | Orlando Predators                       | AFL                                     | 7                                       | 7                                       | ja                                      | S Wild Card Round gg. Buffalo Destroyers 32:27 S Viertelfinale gg. New Jersey Gladiators 49:46 N Halbfinale gg. San Jose SaberCats 40:52 |
| 2003 | Orlando Predators                       | AFL                                     | 12                                      | 4                                       | ja                                      | S Viertelfinale gg. New York Dragons 69:62 N Halbfinale gg. Tampa Bay Storm 50:60                                                        |
| 2004 | Orlando Predators                       | AFL                                     | 10                                      | 6                                       | ja                                      | N Viertelfinale gg. Chicago Rush 49:59                                                                                                   |
| 2005 | Orlando Predators                       | AFL                                     | 10                                      | 6                                       | ja                                      | S Viertelfinale gg. New York Dragons 47:42 N Halbfinale gg. Georgia Force 58:60                                                          |
| 2006 | Orlando Predators                       | AFL                                     | 10                                      | 6                                       | ja                                      | S Viertelfinale gg. Philadelphia Soul 31:27 S Halbfinale gg. Dallas Desperados 45:28 N ArenaBowl gg. Chicago Rush 61:69                  |
| 2007 | Orlando Predators                       | AFL                                     | 8                                       | 8                                       | ja                                      | N Wild Card Round gg. Philadelphia Soul 26:41                                                                                            |
| 2008 | Orlando Predators                       | AFL                                     | 9                                       | 7                                       | ja                                      | N Wild Card Round gg. Cleveland Gladiators 66:69                                                                                         |
| 2009 | AFL setzte Spielbetrieb in dem Jahr aus | AFL setzte Spielbetrieb in dem Jahr aus | AFL setzte Spielbetrieb in dem Jahr aus | AFL setzte Spielbetrieb in dem Jahr aus | AFL setzte Spielbetrieb in dem Jahr aus | AFL setzte Spielbetrieb in dem Jahr aus                                                                                                  |
| 2010 | Orlando Predators                       | AFL                                     | 8                                       | 8                                       | ja                                      | S Viertelfinale gg. Jacksonville Sharks 73:69 N Halbfinale gg. Tampa Bay Storm 62:63                                                     |
| 2011 | Orlando Predators                       | AFL                                     | 11                                      | 7                                       | ja                                      | N Viertelfinale gg. Jacksonville Sharks 48:63                                                                                            |
| 2012 | Orlando Predators                       | AFL                                     | 4                                       | 14                                      | nein                                    | |
| 2013 | Orlando Predators                       | AFL                                     | 7                                       | 11                                      | ja                                      | N Viertelfinale gg. Philadelphia Soul 55:59                                                                                              |
| 2014 | Orlando Predators                       | AFL                                     | 11                                      | 7                                       | ja                                      | S Viertelfinale gg. Pittsburgh Power 56:48 N Halbfinale gg. Cleveland Gladiators 46:56                                                   |
| 2015 | Orlando Predators                       | AFL                                     | 12                                      | 6                                       | ja                                      | N Viertelfinale gg. Jacksonville Sharks 33:55                                                                                            |
| 2016 | Orlando Predators                       | AFL                                     | 12                                      | 4                                       | ja                                      | N Viertelfinale gg. Jacksonville Sharks 68:69 (n. V.)                                                                                    |

## Zuschauerentwicklung
| Jahr | Team                           | Zuschauerdurchschnitt          |
| ---- | ------------------------------ | ------------------------------ |
| 1991 | Orlando Predators              | 12.192                         |
| 1992 | Orlando Predators              | 12.197                         |
| 1993 | Orlando Predators              | 13.680                         |
| 1994 | Orlando Predators              | 14.017                         |
| 1995 | Orlando Predators              | 15.638                         |
| 1996 | Orlando Predators              | 15.567                         |
| 1997 | Orlando Predators              | 14.646                         |
| 1998 | Orlando Predators              | 14.781                         |
| 1999 | Orlando Predators              | 13.891                         |
| 2000 | Orlando Predators              | 12.148                         |
| 2001 | Orlando Predators              | 12.496                         |
| 2002 | Orlando Predators              | 12.308                         |
| 2003 | Orlando Predators              | 12.207                         |
| 2004 | Orlando Predators              | 13.086                         |
| 2005 | Orlando Predators              | 13.327                         |
| 2006 | Orlando Predators              | 13.908                         |
| 2007 | Orlando Predators              | 13.626                         |
| 2008 | Orlando Predators              | 12.519                         |
| 2009 | Spielbetrieb in AFL ausgesetzt | Spielbetrieb in AFL ausgesetzt |
| 2010 | Orlando Predators              | 11.204                         |
| 2011 | Orlando Predators              | 12.701                         |
| 2012 | Orlando Predators              | 12.612                         |
| 2013 | Orlando Predators              | 11.838                         |
| 2014 | Orlando Predators              | 5.421                          |
| 2015 | Orlando Predators              | 11.459                         |
| 2016 | Orlando Predators              | 11.683                         |